# Рахмангулов, Андрей Зиракович
Андрей Зиракович Рахмангулов (род. 20 сентября 1960) — советский и украинский шахматист, международный мастер, заслуженный тренер Украины.

## Биография
Сын шахматного мастера Зирака Исмаиловича Рахмангулова, отец чемпионки Украины по шахматам Анастасии Андреевны Рахмангуловой, международного мастера. Жена, Юлия Сергеевна Рахмангулова, и сын, Денис Андреевич Рахмангулов, являются тренерами по шахматам, кандидаты в мастера спорта. Чемпион Украины по шахматам в 1999, разделил 1-е место ещё с 4-мя шахматистами. Один из учредителей федерации шахмат Николаевской области.